# Diocesi di Tiguala
La diocesi di Tiguala (in latino Dioecesis Tigualensis) è una sede soppressa e sede titolare della Chiesa cattolica.

## Storia
Tiguala, nell'odierna Tunisia, è un'antica sede episcopale della provincia romana di Bizacena.
Sono tre i vescovi documentati di questa diocesi africana. Alla conferenza di Cartagine del 411, che vide riuniti assieme i vescovi cattolici e donatisti dell'Africa romana, prese parte il cattolico Asmunio e il donatista Gaiano. Quest'ultimo fu presente anche al concilio di Cabarsussi, tenuto nel 393 dai massimianisti, setta dissidente dei donatisti, e ne firmò gli atti; i massimianisti sostenevano la candidatura di Massimiano sulla sede di Cartagine, contro quella di Primiano. Inoltre potrebbe essere identificato con uno dei due vescovi omonimi destinatari, assieme ad altri prelati, di una lettera di Aurelio di Cartagine del 1º agosto 419; questo vorrebbe dire che, dopo la conferenza del 411, Gaiano sarebbe ritornato alla fede cattolica
Il nome di Mangenzio figura al 95º posto nella lista dei vescovi della Bizacena convocati a Cartagine dal re vandalo Unerico nel 484; Mangenzio, come tutti gli altri vescovi cattolici africani, fu condannato all'esilio.
Dal 1933 Tiguala è annoverata tra le sedi vescovili titolari della Chiesa cattolica; dal 13 luglio 1974 il vescovo titolare è Mario Enrique Ríos Mont, C.M., già vescovo ausiliare di Santiago di Guatemala.

## Cronotassi

### Vescovi
- Gaiano † (prima del 393 - dopo il 411 ?) (vescovo donatista)

- Asmunio † (menzionato nel 411)
- Mangenzio † (menzionato nel 484)

### Vescovi titolari
- Aloysius Joseph Willinger, C.SS.R. † (16 ottobre 1967 - 25 luglio 1973 deceduto)
- Mario Enrique Ríos Mont, C.M., dal 13 luglio 1974